# Beskućništvo u Vatikanu
Beskućništvo u Vatikanu je manji društveni problem koji nije toliko izražen kao u drugim državama.
Za pontifikata pape Franje postavljeno je sklonište za beskućnike odmah izvan vatikanskih zidina. Sklonište se zove „Dar milosrđa“ („Dono di Misericordia“). Papa Franjo je također organizirao izgradnju tuševa u javnim zahodima, a 2015. godine dopustio je da se preminuli beskućnik Willy Herteleer pokopa u Vatikanu.